# Bushy Park

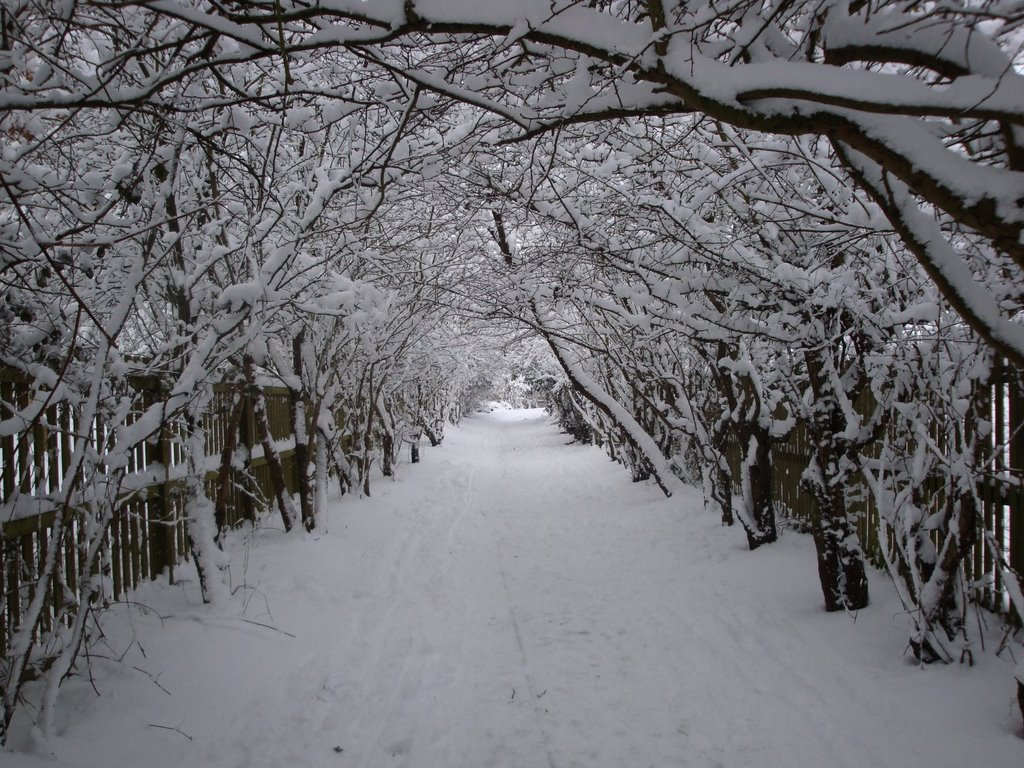
Bushy Park a l'hivern.

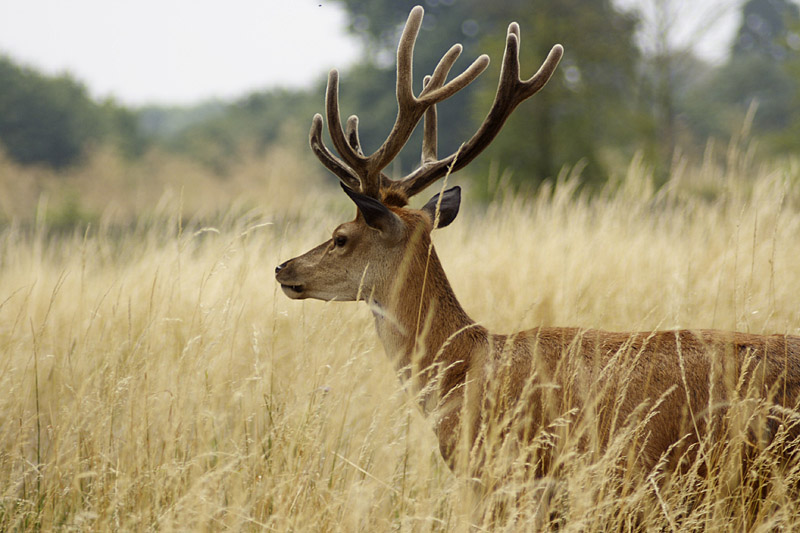
Un dels cérvols del parc.

Bushy Park és el segon major parc reial de Londres. Es troba al districte de Richmond upon Thames, al sud-oest de la capital britànica.
D'una superfície de 4,5 km², Bushy Park enllaça directament Hampton Court Palace i Hampton Court Park.

## Història
El lloc avui conegut amb el nom de Bushy Park, té 4000 anys: els primers vestigis arqueològics trobats daten de l'edat del bronze, però hi ha també indicis que demostren la utilització del parc a l'edat mitjana com a camp agrícola.
Quan Enric VIII va prendre el Hampton Court Palace al Cardenal Thomas Wolsey el 1529, va prendre també tres altres parcs que formen avui el Bushy Park: Hare Warren, Middle Park i el Bushy Park. Apassionat de la caça, hi va fer condicionar un terreny per als cérvols.
Els seus successors van afegir altres elements al marc pintoresc com el Longford River, un canal de 19 quilòmetres construït sota els ordres de Carles I per tal de fer arribar l'aigua fins a Hampton Court. Van ser aleshores construïts nombrosos ponts. Es construeixen també artèries com Chestnut Avenue. L'avinguda així com la font Aresthusa "Diana" han estat dissenyades per l'arquitecte Christopher Wren.
Durant la Primera Guerra Mundial, el parc era utilitzat per l'hospital canadenc. Durant la Segona Guerra Mundial, el General Dwight D. Eisenhower va utilitzar el parc per a organitzat el Dia D, primer dia del desembarcament de Normandia.

## Esport
Bushy Park acull avui equips esportius com el Teddington Rugby Club, el Teddington Hockey Club i quatre clubs de criquet com el Hampton Wick Royal Cricket Club.